# Rifugio Fratelli De Gasperi
Il rifugio fratelli De Gasperi è un rifugio alpino che si trova nel territorio del comune di Prato Carnico, in provincia di Udine,  alle pendici della verticale costiera rocciosa delle Dolomiti Pesarine, sul panoramico terrazzo prativo di Clap Grande.

## Storia
I lavori di ristrutturazione del 1995 hanno reso il rifugio più confortevole, proseguendo lo sviluppo del primo ricovero costruito nel 1925 ed ampliato nel 1930. Il rifugio venne poi incendiato nel 1945 dalle corpo d'armata cosacco che aveva occupato la Carnia al seguito delle truppe del III Reich, nell'occasione vennero trucidati tre valligiani. Fu poi ricostruito nel dopoguerra. È dedicato ai fratelli Giuseppe, Luigi Callisto e Giovanni Battista, alpinisti friulani appartenenti alla Società Alpina Friulana, di cui il CAI di Tolmezzo era allora Sottosezione. Giuseppe De Gasperi perì in parete sul monte Civetta nel luglio 1907, gli altri due fratelli caddero al fronte durante la grande guerra.

## Caratteristiche e informazioni
È un edificio di cinque piani in muratura e legno di proprietà del CAI di Tolmezzo. È aperto dall'11 giugno a settembre e tutti i fine settimana di ottobre, e dispone di 28 vani complessivi, di cui due per la ristorazione e diciotto attrezzati per il pernottamento.
Teleferica bagagli dall'Albergo Pradibosco; 
Cappelletta Alpina dedicata a Maria Ausiliatrice; 
Campo di bocce; 
Percorsi naturalistici e piccolo Orto botanico.

## Accessi
- Dalla Val Pesarina, Bar Centro Fondo (parcheggio 1.236 m) per sentiero nº 201, dislivello 550 m, 1:30 ore.
- Dalla S.S di Forcella Lavardêt, Val Pesarina, dopo la località Pian di Casa (deviazione 1.423 m) per strada forestale fino a malga Mimojas (1.623 m) e da qui per i sentieri 201 e 203 al rifugio in 1:45 ore.
- Da Sappada per sentiero nº 316, partendo da Granvilla attraverso il Passo Siera in 3:30 ore.

## Ascensioni
"Ferrata dei 50" (6-7 ore EEA); via normale attrezzata al Creton di Culzêi (2.460 m); Via normale al Clap Grant (2.487 m); Via normale alla Torre Sappada (2.442 m) e tutte le pareti dei Clap con innumerevoli vie di arrampicata di varia lunghezza e difficoltà. Palestre didattiche ed attrezzate di arrampicata nei pressi del rifugio.

## Traversate
A Sappada per sentiero attrezzato "Regolo Corbellini" attraverso il Passo Siera (sentiero nº 316 ore 3), oppure per Passo Elbel (nº 201-315-314 ore 4,30), o per Forca dell'Alpino (EE nº 232-317 ore 4,30); Punto Tappa dell'Alta via n. 6 delle Dolomiti (dei Silenzi); Punto Tappa del Carnia Trekking e della Via delle Malghe.